# Ždírec (district de Česká Lípa)
Pour les articles homonymes, voir Ždírec.
Ždírec (en allemand : Siertsch) est une commune du district de Česká Lípa, dans la région de Liberec, en République tchèque. Sa population s'élevait à 122 habitants en 2025.

## Géographie
Ždírec se trouve à 7 km à l'ouest-nord-ouest de Dubá, à 20 km au sud-sud-est de Česká Lípa, à 42 km au sud-ouest de Liberec et à 51 km au nord-nord-est de Prague.
La commune est limitée par Dubá et Tachov au nord, par Okna au nord-est, par Luka au sud-est, et par Blatce au sud et à l'ouest.

## Histoire
La première mention écrite du village date de 1352.

## Galerie

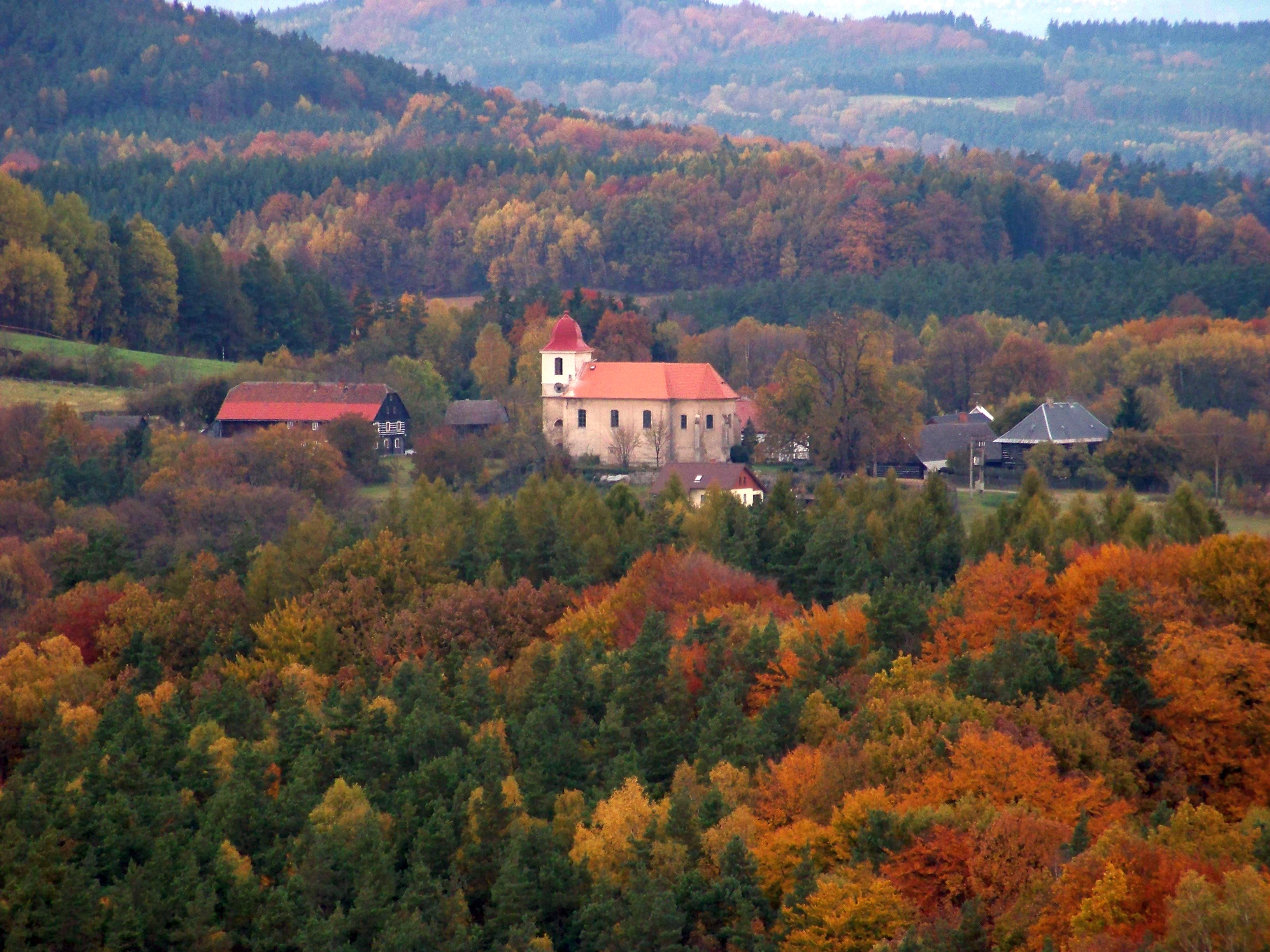
Vue de Bořejov.
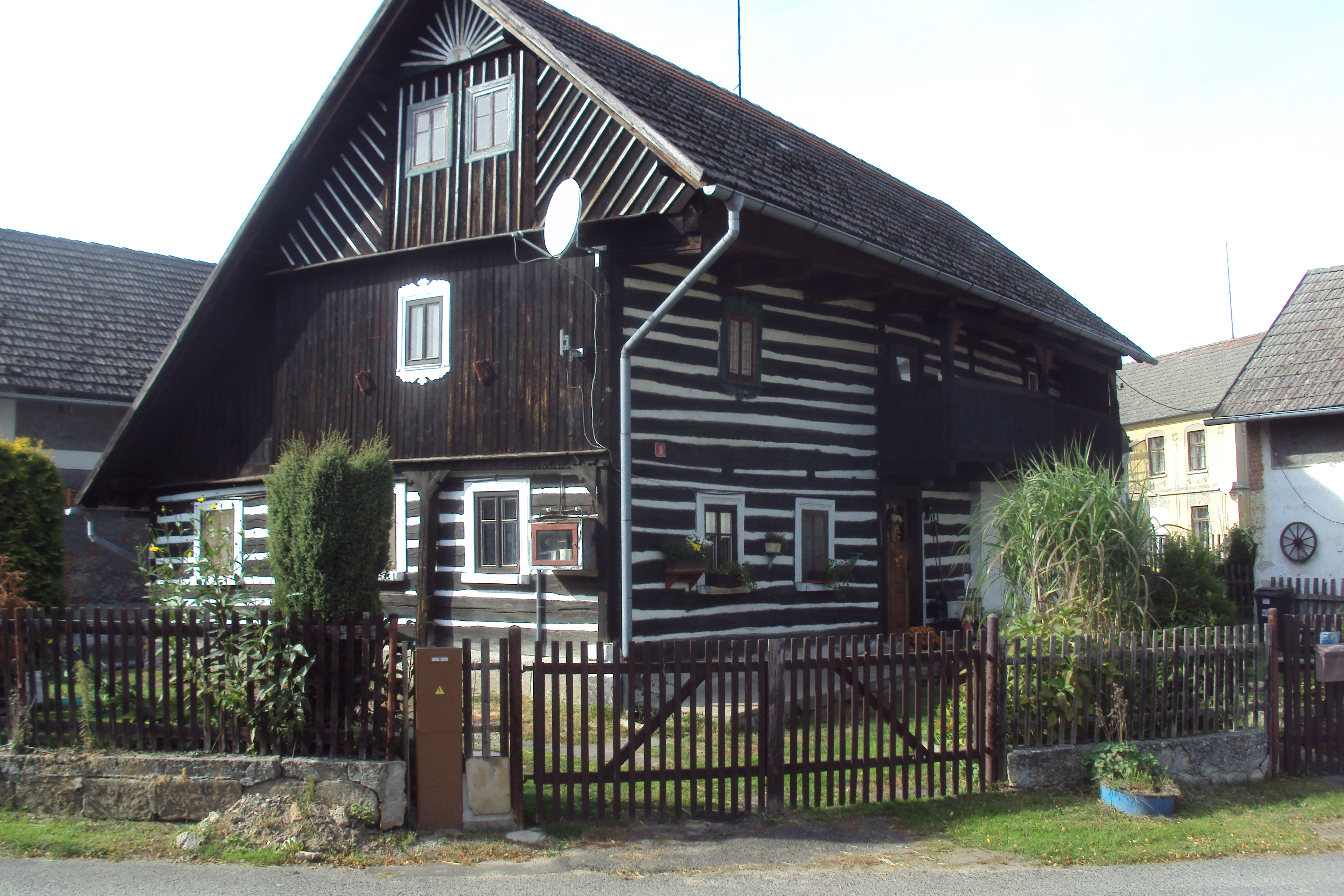
Ždírec : architecture traditionnelle.

## Transports
Par la route, Ždírec se trouve à 7 km de Doksy, à 26 km de Česká Lípa, à 62 km de Liberec et à 65 km de Prague.